# AMSAT-NA
AMSAT-NA est le nom d'une organisation de radio satellite amateur nord-américaine, composante de l'organisation AMSAT dont le but est de dessiner, construire et maintenir des satellites expérimentaux et de promouvoir l'éducation spatiale en Amérique du Nord. Son siège est basé à Kensington (Maryland).

## Histoire
AMSAT-NA fut fondé en 1969 à Washington pour continuer le projet OSCAR. Son premier projet était de coordonner le lancement de OSCAR 5, construit par des étudiants de l'université de Melbourne. Des modifications du projet étaient nécessaires et furent faites par les membres de l'AMSAT, et le satellite fut lancé le 30 janvier 1970 par une fusée Delta de la NASA.

## Satellites lancés par AMSAT-NA
| Nom | Statuts           | Lancement        | Pays                              |
| --- | ----------------- | ---------------- | --------------------------------- |
| AMSAT-OSCAR 6 (OSCAR 6, AO-6, AO-C, P2A) | Non-opérationnel  | 15 octobre 1972  | États-Unis                        |
| AMSAT-OSCAR 7 (OSCAR 7, AO-7, AO-B, P2B) | Semi-opérationnel | 15 novembre 1974 | États-Unis                        |
| AMSAT-OSCAR 8 (OSCAR 8, AO-8, AO-D, P2D) | Non-opérationnel  | 5 mars 1978      | États-Unis/Canada/Allemagne/Japon |
| AMSAT-OSCAR 10 (Phase 3B, AO-10, P3B) | Non-opérationnel  | 16 juin 1983     | États-Unis/Allemagne              |
| AMSAT-OSCAR 13 (Phase 3C, AO-13, P3C) | Détruit           | 15 juin 1988     | Allemagne                         |
| AMSAT-OSCAR 16 (Pacsat, AO-16, Microsat-1) | Semi-opérationnel | 22 janvier 1990  | États-Unis                        |
| AMSAT-OSCAR 40 (AO-40, Phase 3D, P3D) | Non-opérationnel  | 16 novembre 2000 | États-Unis                        |
| AMSAT-OSCAR 51 (Echo, AO-51) | Non-opérationnel  | 28 juin 2004     | États-Unis                        |
| Légende : - Vert : le satellite est opérationnel. - Orange : le satellite est partiellement opérationnel ou est défaillant. - Rouge le satellite n'est plus opérationnel. - Noir : le satellite s'est détruit en entrant dans l'atmosphère. La section pays désigne le pays de construction du satellite. |                   |                  |                                   |

## Sources
- (en) Cet article est partiellement ou en totalité issu de l’article de Wikipédia en anglais intitulé « AMSAT » (voir la liste des auteurs).

## Compléments